# NGC 3540
NGC 3540 (NGC 3548) é uma galáxia lenticular (SB0) localizada na direcção da constelação de Ursa Major. Possui uma declinação de +36° 01' 17" e uma ascensão recta de 11 horas, 09 minutos e 16,0 segundos.
A galáxia NGC 3540 foi descoberta em 11 de Março de 1831 por John Herschel.